# Estrilda erythronotos
Estrilda erythronotos е вид птица от семейство Estrildidae.

## Разпространение
Видът е разпространен в Ангола, Ботсвана, Замбия, Зимбабве, Кения, Намибия, Руанда, Танзания, Уганда и Южна Африка.